# Харківський жиркомбінат
АТЗТ «Харківський жиркомбінат» (ХЖК) — підприємство олійножирової галузі України, засноване у 1932 році в Харкові. Спеціалізується на переробці рослинної олії і виробництві маргаринів, кулінарних жирів, майонезів. Виготовляє продукцію під ТМ «Щедро». 

## Історія
Історія почалась із запуску у Харкові маргаринового цеху у 1932 році.
У 1980 — 1990 роках були встановлені нові автоматичні виробничі лінії. 
У 1994 році ХЖК змінив форму власності на акціонерне підприємство.  